# Photedes africana
Photedes africana là một loài bướm đêm trong họ Noctuidae.